# Sofia Henriksson
Sofia Henriksson (* 20. Februar 1994 in Piteå) ist eine schwedische Skilangläuferin.

## Werdegang
Henriksson, die für den Piteå Elit SK startet, nahm von 2010 bis 2014 an Juniorenrennen teil. Ihre ersten Erfolge erreichte sie bei den European Youth Olympic Festival 2011 in Liberec. Dort gewann sie Bronze über 5 km Freistil, Silber im Sprint und Gold über 7,5 km klassisch. Bei den Nordischen Junioren-Skiweltmeisterschaften 2012 in Erzurum und 2013 in Liberec holte sie Silber und Gold mit der Staffel. Bei den Nordischen Junioren-Skiweltmeisterschaften 2014 im Val di Fiemme gewann sie Silber über 5 km klassisch und Gold mit der Staffel. Ihr erstes Weltcuprennen lief sie zum Beginn der Saison 2014/15 in Ruka, welches sie auf dem 12. Platz über 10 km klassisch beendete und damit ihre ersten Weltcuppunkte gewann. Es folgte der 49. Platz bei der Nordic Opening in Lillehammer und mit dem neunten Platz über 10 km klassisch in Davos ihre erste Top-Zehn-Platzierung im Weltcup. In der Saison 2015/16 kam sie im Scandinavian-Cup dreimal unter die ersten Zehn. Dabei holte sie zwei Siege und belegte zum Saisonende den zweiten Platz in der Gesamtwertung. In der folgenden Saison errang sie beim Weltcup in Ulricehamn den dritten Platz mit der Staffel und beim Scandinavian-Cup in Madona den zweiten Platz über 5 km klassisch.

## Siege bei Continental-Cup-Rennen
| Nr. | Datum             | Ort       | Disziplin            | Serie            |
| --- | ----------------- | --------- | -------------------- | ---------------- |
| 1.  | 11. Dezember 2015 | Vuokatti  | 10 km klassisch      | Scandinavian Cup |
| 2.  | 10. Januar 2016   | Östersund | 20 km klassisch Mst. | Scandinavian Cup |